# Chlorota espiritosantensis
Chlorota espiritosantensis är en skalbaggsart som beskrevs av Ohaus 1912. Chlorota espiritosantensis ingår i släktet Chlorota och familjen Rutelidae. Inga underarter finns listade i Catalogue of Life.